# Custodia procesional de la catedral de Baeza
La custodia procesional (o de asiento) de la catedral de Baeza es un templete de orfebrería construido para servir de asiento al santísimo sacramento cuando es procesionado en las funciones solemnes de la liturgia catedralicia; siendo la principal de ellas la procesión eucarística del Corpus Christi. Es también uno de los símbolos monumentales de la ciudad de Baeza. 

## Hechura
Esta custodia es una de las más destacadas de España en su género y la principal pieza de orfebrería del patrimonio catedralicio. Mide 2,20 m de altura y fue realizada en plata casi en su totalidad (algo más de 10.745 onzas), excepto algunas partes que son de cobre dorado y el viril que es de oro macizo.

## Historia
Vino a sustituir a la destruida en el incendio de la sacristía de 1691, siendo costeada casi en su totalidad por el canónigo baezano Diego de Cózar Serrano; y ejecutada por el maestro platero de Antequera Gaspar Núñez de Castro con quien colaboró su hermano Jerónimo y el también antequerano Gaspar Correa. Comenzada en 1700, se entregó concluida en 1714. Durante los diez primeros años de labor el trabajo se llevó a cabo en Antequera, trasladándose el obrador a Baeza para la ejecución de los cuatro años finales de trabajo.

## Descripción
El conjunto consta de tres cuerpos decrecientes, sustentado cada uno por doce pares de columnas (setenta y dos en total) de prolija decoración, siendo salomónicas las interiores y de capitel corintio las externas. 
Cada cuerpo posee ricos entablamentos, mientras en sus basamentos se despliegan treinta y seis relieves con escenas del Antiguo y Nuevo Testamento, y sobre sus cornisas y balaustradas se encuentran las esculturas de los doce apóstoles (primer cuerpo), veinticuatro ángeles, seis querubines y dieciocho jarroncillos; todo lo cual configura un programa iconográfico de exaltación de la eucaristía. 
El cuerpo inferior alberga en su interior una escultura de bulto de la Inmaculada Concepción; el central se reserva para el viril que durante las procesiones contiene la sagrada forma; el superior encierra una escultura del arcángel San Miguel; y la cúpula de remate, calada, gallonada y de perfil apuntado, tiene en su vértice una estatua de la Fe con estandarte en una mano y cáliz sumado de hostia en la otra.